# Mitch Robles
Pour les articles homonymes, voir Robles.
Miguel Robles, également connu sous le nom de Mitch, est un musicien de rock et un acteur de cinéma espagnol.

## Biographie
Fils de la journaliste et écrivaine Marta Robles, Mitch se dédie en premier lieu à la musique dans sa jeunesse.
Féru de rock et enfant prodige, il joue de la guitare depuis l'âge de 15 ans et passe son adolescence et sa période de jeune adulte à développer son groupe de musique The Boston Babies. Il joue également l'un des premiers rôles de la troisième saison de la série HIT diffusée sur la chaîne publique La 1.
En 2014, la réalisatrice Carla Simón le choisit comme protagoniste de son film Romeria, avec Llúcia Garcia, jeune actrice catalane également dans son premier grand rôle. Le film est présenté en sélection officielle au Festival de Cannes en 2025.

## Filmographie partielle
- 2021: El Amor Amenazado, court métrage d'Héctor Herce. Mitch gagne le prix de la meilleure interprétation masculine au festival de courts métrages de Requena y Acción pour son rôle[8].
- 2025 : Romería, film de Carla Simón. Mitch joue le premier rôle masculin, Nuno[9].